# كبير وصغير
كبير وصغير (بالإنجليزية: Big & Small)‏ مسلسل أطفال بريطاني كندي يستهدف الفئة العمرية ما قبل المدرسة. المسلسل عن الشخصيتان الرئيسيتين «كبير» و«صغير» حيث يتم تحريكهم عن طريق تقنية تحريك الدمى. كلتا الشخصيتان تم تأدیتهما من قبل الممثل الكوميدي ليني هنري في النسخة البريطانية. في المجمل أکثر من 40 قناة في جميع أنحاء العالم قامت بعرضه وقد تم بثه في العالم العربي عن طريق قناة براعم.

## وصلات خارجية
- Official Big & Small store UK
- Big & Small Online
- Big & Small على موقع KindleEntertainment.com
- Big & Small  في قاعدة بيانات الأفلام على الإنترنت (بالإنجليزية)